# Gunnar Erdtman
Otto Gunnar Elias Erdtman, född den 28 november 1897 i Bjurvik, Oskarshamns kommun, död den 18 februari 1973, var en svensk botanist, pionjär inom pollenforskningen, och professor.

## Biografi
Erdtman föddes som första barnet till landskapsmålaren Elias Erdtman och dennes hustru Ottilia Erdtman född Fagerlin. Familjen flyttade till Stockholm år 1903 och Erdtman tog studentexamen vid Norra Latin år 1915. Han fick mycket höga betyg i biologi, geografi, fysik, filosofi, matematik, teckning, latin, engelska och svenska, samt godkänt i vapenövning och gymnastik. Redan som skolgosse röjde han ett stort intresse för botanik och botanisk illustration: vid sexton års ålder sammanställde han en rikt illustrerad flora över Stora Tornö.
Erdtman studerade vid Stockholms högskola där han blev filosofie magister 1918 och filosofie licentiat 1920. Han började som pollenanalytiker år 1920 och han var den förste som fick en pollenanalysstudie publicerad på ett icke-skandinaviskt språk – Einige geobotanische Resultate einer pollenanalytischen Untersuchung von süd- westschnedischcn Torfmooren. År 1921 lades hans doktorsavhandling Pollenanalytische Untersuchungen von Torfmooren und marinen Sedimenten in Südwest-Schweden fram vid Stockholms högskola. Hans opponenter var Gustaf Lagerheim och Lennart von Post. Han fortsatte sitt arbete, huvudsakligen med pollenanalys och växters utbredning, men utökade det geografiska området till att omfatta kontinenten, Storbritannien, Irland och några öar i Nordsjön.
I slutet av 1920-talet började Erdtman ge ut bibliografier över forskning om pollen och sporer. År 1933 publicerade han, tillsammans med brodern, professor Holger Erdtman, detaljer om en ny palynologiteknik. Hans första bok, An Introduction to Pollen Analysis, utkom år 1943. Erdtman grundade Palynologiska laboratoriet i Bromma, senare i Solna, numera vid Naturhistoriska riksmuseet, och var chef för det under åren 1948–1969. År 1954 grundade han tidskriften Grana Palynologica tillsammans med förlaget Almqvist & Wiksell och var dess chefredaktör fram till år 1970. Erdtman fick professors namn år 1954 efter ansökning av professorerna Bertil Lindquist, Einar Du Rietz, Gustaf Troedsson, Hugo Osvald, Ivar Hessland, Olof Selling och Per Thorslund.